# Wombatowate
Wombatowate, wombaty (Vombatidae) – rodzina ssaków z rzędu dwuprzodozębowców (Diprotodontia), prawdopodobnie blisko spokrewnionych z koalowatymi.

## Zasięg występowania
Wombat tasmański zamieszkuje wschodnią część stanów Queensland i Nowa Południowa Walia oraz południową Australię. Latem warunkiem występowania jest gęstość objętościowa gleby, a w zimie grubość pokrywy śnieżnej. Wombatowiec szerokogłowy zamieszkuje południową Australię – siedliska o niskiej wilgotności i wysokiej temperaturze powietrza. Wombatowiec szorstkowłosy, który jest gatunkiem krytycznie zagrożonym, żyje tylko w Epping Forest National Park, w środkowej części stanu Queensland. Należy do gatunków zagrożonych wyginięciem, przez dłuższy czas bowiem był poławiany dla zysku drogocennego futra. W maju 2021 roku populacja wynosiła ponad 300 osobników.

## Opis
Wombaty to sporej wielkości roślinożerne zwierzęta o mocnej budowie i krótkich nogach. Osiągają długość 1,2 m i masę do 39 kg. Posiadają grubą, szeroką głowę oraz szczątkowy ogon.

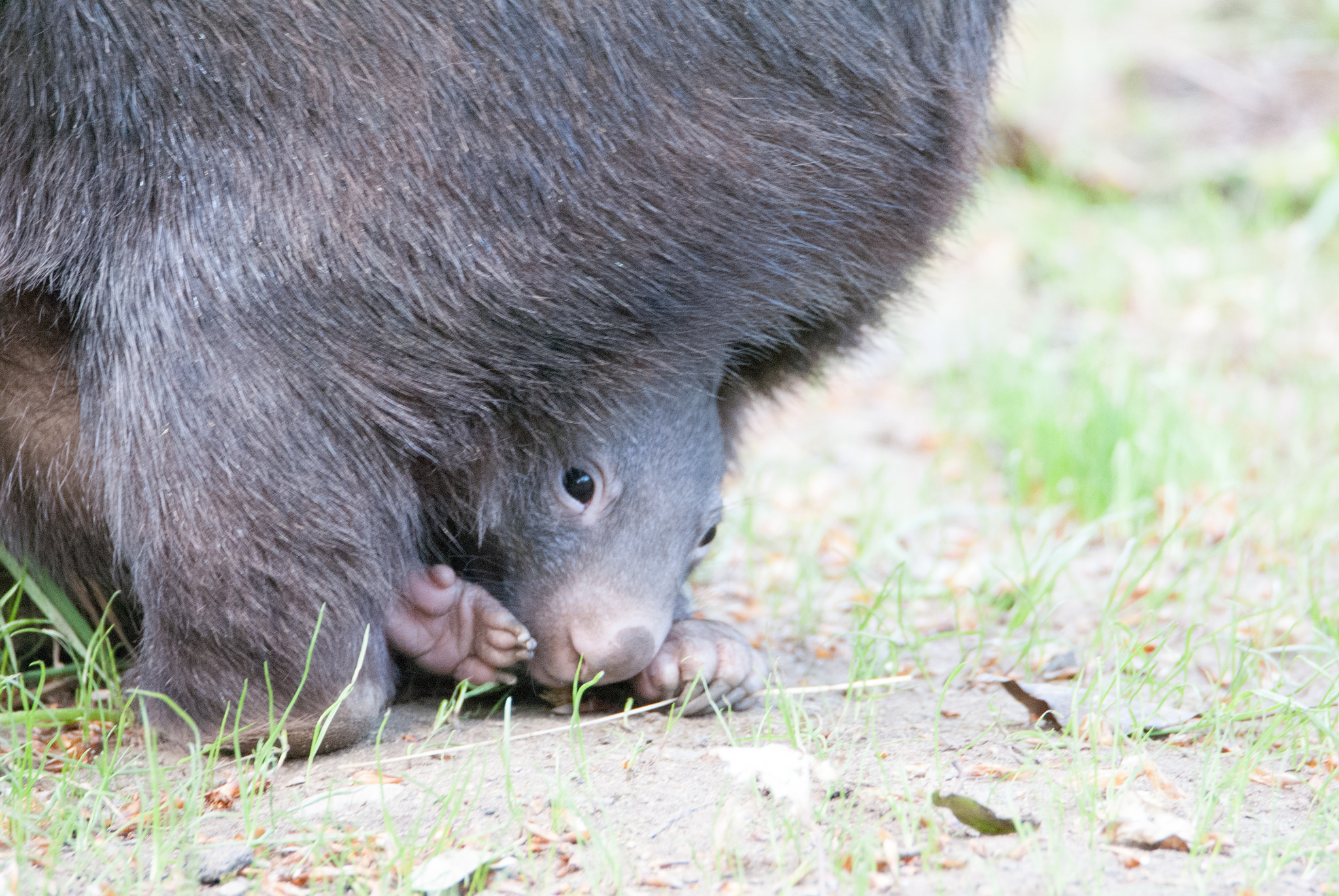
Torba wombatów otwiera się odwrotnie niż u innych torbaczy

Mają torbę lęgową, która otwiera się ku tyłowi – młode wchodzi do torby od strony zadu matki. W torbie znajdują się dwa sutki. W uzębieniu brak kłów.
Na wiosnę, po 20-21 dniach ciąży, rodzi się jedno młode, które pozostaje w dobrze rozwiniętej torbie przez 6-7 miesięcy
. Są karmione mlekiem matki przez ok. 15 miesięcy. Dojrzałość płciową osiągają w wieku 18 miesięcy.
Zwierzęta te prowadzą nocny tryb życia. Dają się łatwo oswajać. Mają układ trawienny przystosowany do spożywania twardej roślinności: prosty żołądek, szerokie, krótkie jelito ślepe i wyjątkowo wolny metabolizm; potrzebują 14 dni dla dopełnienia całkowitego cyklu trawiennego, dlatego też nie charakteryzują się ruchliwością.
Wombaty kopią w ziemi lub pod wapiennymi skałami systemy nor z wieloma wyjściami. Długość korytarzy może osiągać do 20 m. W razie potrzeby potrafią osiągać prędkość rzędu 40 km/h, którą mogą utrzymać przez 150 metrów.

## Systematyka
Do wombatów zaliczane są dwa współcześnie występujące rodzaje:
- Vombatus É. Geoffroy Saint-Hilaire, 1803 – wombat – jedynym żyjącym współcześnie przedstawicielem jest Vombatus ursinus (G.K. Shaw, 1800) – wombat tasmański
- Lasiorhinus J.E. Gray, 1863 – wombatowiec

Opisano również rodzaje wymarłe:
- Nimbavombatus Brewer, M. Archer, Hand & Abel, 2015[25] – jedynym przedstawicielem był Nimbavombatus boodjamullensis Brewer, M. Archer, Hand & Abel, 2015
- Phascolonus R. Owen, 1872[26] – jedynym przedstawicielem był Phascolonus gigas (R. Owen, 1859)
- Ramasayia Tate, 1951[27]
- Rhizophascolomus Stirton, Tedford & Woodburne, 1967[28]
- Sedophascolomys Louys, 2015[29] – jedynym przedstawicielem był Sedophascolomys medius (R. Owen, 1872)
- Warendja Hope & H.E. Wilkinson, 1982[30] – jedynym przedstawicielem był Warendja wakefieldi Hope & H.E. Wilkinson, 1982